# Radegast (Moravskoslezské Beskydy)
Radegast je hora na Radhošťském hřbetu v Moravskoslezských Beskydech, 1 km JZ od Pusteven a 2,5 km VJV od Radhoště. Těsně pod vrcholem se nachází přes 3 metry vysoká socha slovanského boha Slunce a hojnosti Radegasta, kterou vytvořil v roce 1931 Čechoameričan Albín Polášek a podle které je celá hora pojmenovaná. Zalesněno smíšeným lesem s převahou smrku, místy louky s částečnými výhledy. Toto je však kopie jeho originál se nachází na radnici ve Frenštátě pod Radhoštěm. A Radegast má dvě originální sochy druhá se nachází v Pražské Zoo. 

## Vrcholy
Na hřebeni mezi Pustevnami a Radhoštěm jsou celkem 3 vrcholy, které splňují kritéria pro české tisícovky:
Radegast, 1106 m, souřadnice 49°28′56″ s. š., 18°15′15″ v. d.
Nejvýchodnější a nejvyšší vrchol, 1 km JZ od Pusteven. Přímo na vrcholu geodetický bod. Těsně pod vrcholem socha boha Radegasta, u které je bufet s občerstvením a upomínkovými předměty. Na severním svahu asi 150 m od vrcholu je horní stanice lyžařského vleku u sjezdovky Cyrilka (125 m).
Radegast - Z vrchol 1, 1100 m, souřadnice 49°29′3″ s. š., 18°14′48″ v. d.
Plochý vrchol 600 m západně od Radegasta. Přímo na vrcholu je horní stanice dvou lyžařských vleků u sjezdovek Nad boudou (600 m) a Velká sjezdovka (1100 m), na kterou navazuje lyžařská cesta až do Trojanovic. Vrchol díky sjezdovkám částečně odlesněn, takže umožňuje výhledy, především severním a jižním směrem.
Radegast - Z vrchol 2, 1099 m, souřadnice 49°29′13″ s. š., 18°14′17″ v. d.
Velmi plochý vedlejší vrchol Radegasta - Z vrcholu I, 750 m západně. Na jižní části vrcholu horské louky (polany), na vrcholové plošině geodetický bod.

## Přístup
Přes všechny 3 vrcholy vede modře značená turistická cesta z Pusteven na Radhošť. Dalšími možnostmi přístupu jsou žlutě značená cesta z jihu od osady Skalíkova louka vedoucí k soše Radegasta, případně zeleně značená cesta z Trojanovic do Dolní Bečvy, která přetíná hřeben v sedle mezi Radhoštěm a Radegastem - Z vrcholem 2. V zimě je možné využít vleků lyžařského střediska Pustevny.